# ミツバノバイカオウレン
ミツバノバイカオウレン（三葉の梅花黄蓮、学名：Coptis trifoliolata）はキンポウゲ科オウレン属の多年草。別名、コシジオウレン（越路黄蓮）。

## 特徴
常緑の多年草。根出葉は3出複葉で、小葉は倒卵状クサビ形になり、上半分に鋸歯があり、質はかたくてやや厚い。
花期は5-8月。高さ7-15cmになる褐色を帯びた花茎を出し、ふつう1個の花を上向きにつける。花の径は12-15mm、白い花弁にみえるのは萼片で5枚あり、楕円形。花弁は蜜を分泌し、黄色で萼片より小さい。果実は舟状の袋果で輪状に開出し、袋果の長さ6-8mmになる。
同属のミツバオウレンは茎が緑色で小葉が3枚あり、バイカオウレンは茎が褐色で小葉が5枚あり、区別がつく。

## 分布と生育環境
日本固有種で、本州の中部地方から東北地方の日本海側に分布し、亜高山帯から高山帯の針葉樹林の林床や林縁に生育する。

## ギャラリー
- 花
- 果実